# Smoot

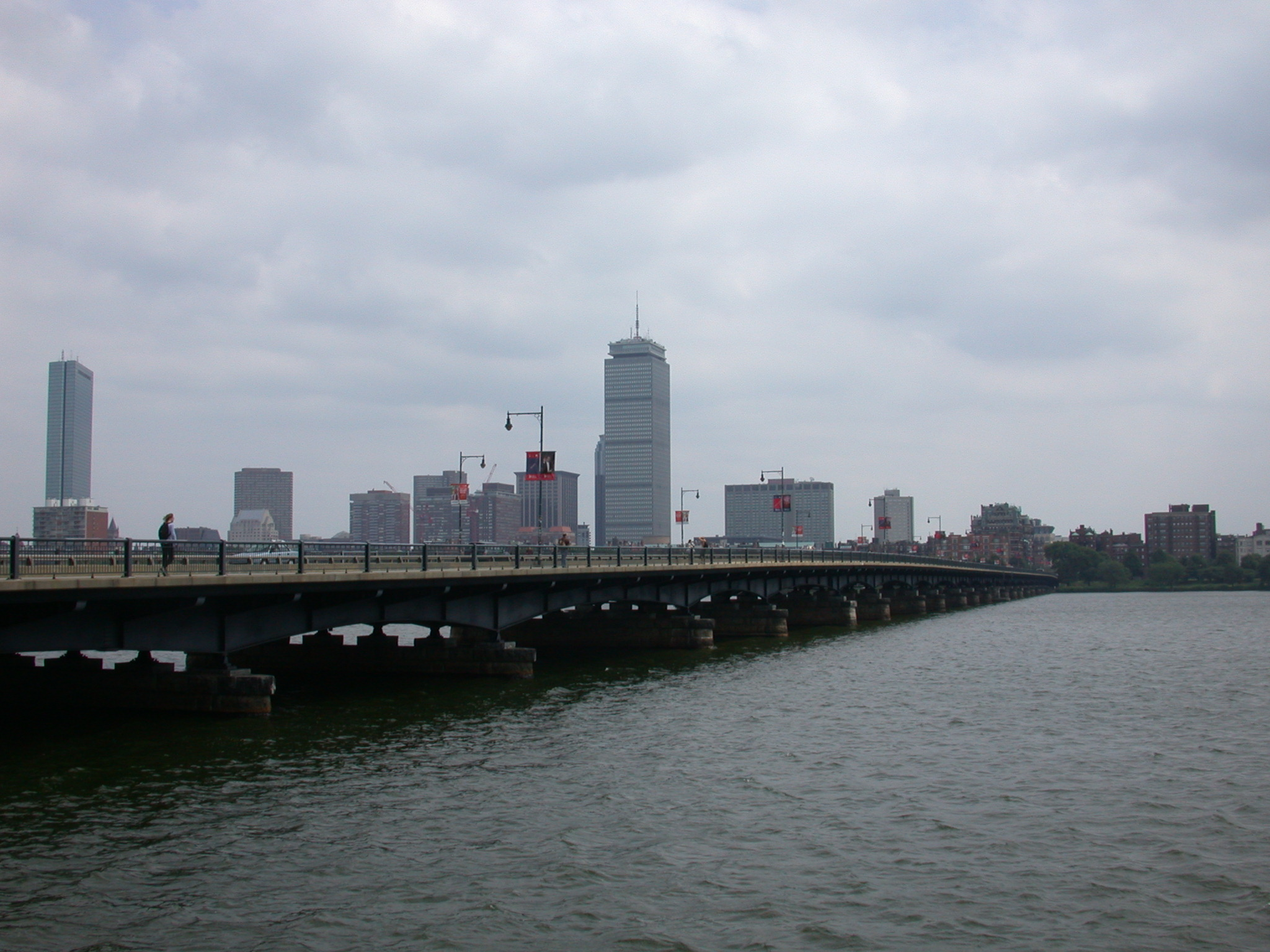
Cầu Harvard, nhìn qua Boston

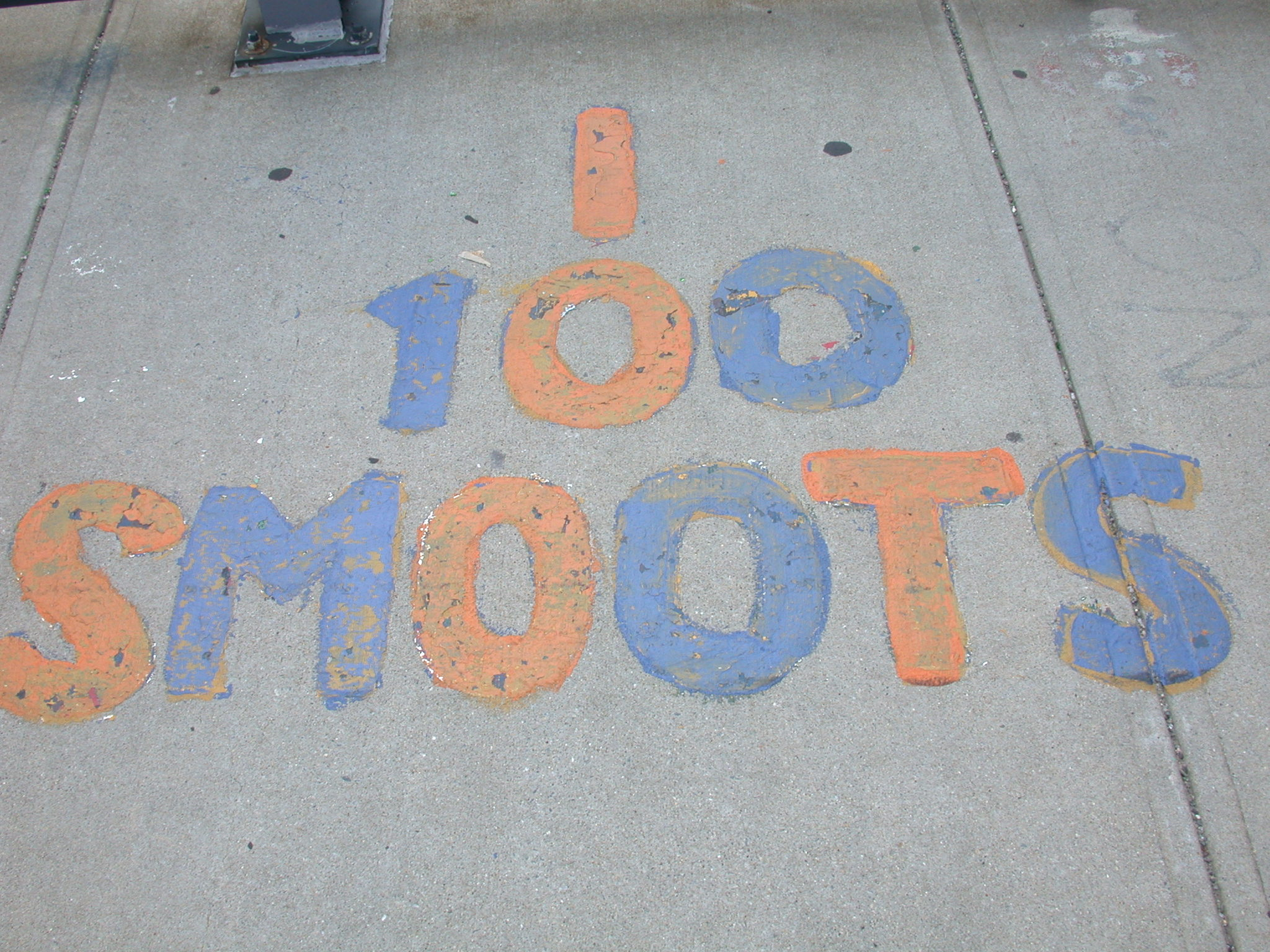
100 smoot trên Cầu Harvard

Smoot là một đơn vị đo chiều dài không chuẩn được nghĩ ra trong trò chơi của một fraternity tại MIT (Hoa Kỳ). Đơn vị này được đặt tên theo một sinh viên MIT hồi đó đang làm nghi thức để vào Lambda Chi Alpha. Vào tháng 10 năm 1958, Oliver R. Smoot (lớp 1962) được sử dụng bởi các huynh đệ trong fraternity để đo chiều dài của Cầu Harvard giữa Boston và Cambridge, Massachusetts. Một smoot bằng chiều cao của sinh viên này (5 bộ 7 inch – 1,70 m); do đó, cầu được đo dài bằng "364,4 smoot thêm một tai". Theo câu chuyện, Smoot nằm xuống cầu để họ vẽ xuống vị trí mới của anh bằng phấn hay sơn, và trở dậy. Từ từ, anh mệt và họ phải cõng anh từng smoot một. Ngày nay, cách đường vẽ trên đường bộ của cầu cho biết cách bờ sông Boston bao nhiêu smoot. Cách đường vẽ này được sơn lại hàng năm bởi các sinh viên mới của Lambda Chi Alpha.
Thường có đường vẽ 10 smoot một lần, nhưng cũng có thêm đường vẽ ở giữa. Chẳng hạn, họ thay đường 70 smoot bằng đường 69 smoot. Tại đường vẽ 182,2 smoot mark có chữ "Nửa đường tới Địa ngục" và mũi tên chỉ đến MIT. Mỗi lớp cũng sơn đường đặc biệt tiêu biểu cho năm xong học.
Công chung đã chấp nhận các đường vẽ, đến nỗi là khi Cầu Harvard được sửa sang vào thập niên 1980, Cảng sát Cambridge xin các đường vẽ được giữ, tại vì cảnh sát dùng nó để cho biết vị trí của những vụ đâm xe trên cầu.  Hơn vậy, hãng sửa sang cầu chia đường bộ thành quãng 5 bộ 7 inch, thay vì quãng 6 foot (1,8 mét) như thường. 
Về sau, Oliver Smoot trở thành Chủ tịch Viện Tiêu chuẩn Quốc gia Mỹ (ANSI)  Lưu trữ ngày 29 tháng 7 năm 2013 tại Wayback Machine và Chủ tịch Tổ chức tiêu chuẩn hóa quốc tế (ISO).  Lưu trữ ngày 20 tháng 6 năm 2015 tại Wayback Machine